# Etonogestrel
Etonogestrel ist ein synthetisches Analogon aus der Gruppe der Gestagene.
Es wird für die Empfängnisverhütung eingesetzt. Anwendungsformen sind das Verhütungsstäbchen (Nexplanon, Implanon) und der Verhütungsring (NuvaRing, Circlet). Es hemmt den Eisprung und führt zu Veränderungen des Schleims des Gebärmutterhalses.